# Анфлераж
Анфлера́ж (фр. enfleurage) — способ получения эфирных масел путём экстракции твердым жиром (обычно используется очищенный говяжий жир).
Жир наносят тонким слоем на основу. Поверх жира помещают сырье (пахучие части растений, например лепестки). Сырье выдерживают некоторое время, пока жир не впитает в себя максимально возможное количество эфирного масла, затем заменяют новым. Процедура повторяется до максимально возможного насыщения жира. Полученный жир, насыщенный эфирными маслами, называют ароматической помадой (см. Абсолют (парфюмерия)).
Далее можно использовать помаду как есть или извлечь из неё эфирные масла с помощью нагревания и смешивания с этиловым спиртом. Необходимо учитывать, что в спирте растворяются не все компоненты эфирных масел, поэтому характер запаха может измениться.
В настоящее время анфлераж не используется, так как этот метод требует больших затрат времени и сырья.